# Meteum
A Meteum é uma linha de produtos e soluções relacionadas ao clima e ao tempo, com base em uma tecnologia patenteada para previsão de tempo hiperlocal alimentada por inteligência artificial que fornece percepções meteorológicas para indivíduos e empresas.
Em 2022, a Meteum lançou seus serviços nos países latino-americanos do Brasil e México, voltados para o setor agrícola, energia alternativa e consultoria, seguros, imóveis e para uso diário.
A empresa declarou que seu objetivo é usar a IA para "democratizar o acesso a dados meteorológicos e climáticos", especialmente em face das mudanças climáticas, do clima extremo e da necessidade de práticas mais sustentáveis.

## Tecnologia
A Meteum agrega dados de sua própria equipe de meteorologistas, de código aberto e de terceiros, previsões passadas e de histórico climático real, que são processados usando IA e aprendizado de máquina para fornecer previsões altamente precisas a mais de 50 milhões de usuários finais. Além das previsões geradas por IA em períodos mais longos, a Meteum pode oferecer aos usuários previsões de precipitação em tempo real, baseadas em mapas, com alertas de chuva para as próximas duas horas, divididas em intervalos de dez minutos.

## Produtos
O aplicativo Meteum está disponível em 10 idiomas e atualmente possui 50 milhões de usuários em todo o mundo. De forma semelhante ao Waze, a Meteum complementa suas previsões com as contribuições dos usuários, sendo que o aplicativo tem 15 milhões de usuários diários, dos quais 3 milhões fazem relatórios.
Para as empresas, as ofertas de produtos da Meteum incluem: Plataforma de informações meteorológicas, API de clima, Dados meteorológicos históricos, Modelagem climática, Previsão do tempo e Consultoria sob demanda. A plataforma Meteum tem mais de 100 parâmetros meteorológicos, incluindo temperatura, umidade, precipitação (tipo, probabilidade, intensidade), velocidade e direção do vento, umidade do solo e muito mais.